# Muchady Sedaev
Muchady Movladievič Sedaev (in russo Мухады Мовладиевич Седаев?; Urus-Martan, 8 settembre 1962) è un ex sollevatore sovietico di origine cecena che ha gareggiato nella categoria dei pesi piuma (fino a 60 kg.).

## Carriera
Iniziò da bambino a praticare la lotta libera, per poi passare più tardi al sollevamento pesi.
Vincitore di cinque titoli nazionali sovietici nella seconda metà degli anni '80 del XX secolo, ebbe come unico risultato di rilievo in ambito internazionale la medaglia di bronzo ai Campionati europei di Reims 1987 con 307,5 kg. nel totale, dietro al bulgaro Stefan Topurov (310 kg.) e al rumeno Attila Czanka (stesso risultato di Sedaev).
Dopo aver terminato la carriera agonistica si dedicò all'attività di allenatore di sollevamento pesi nella sua città natale.